# Juan Carlos Nevado
Juan Carlos Nevado González (ur. 16 września 1982) – niemiecki hokeista na trawie. Złoty medalista olimpijski z Pekinu.
Jest synem Urugwajczyka i Hiszpanki. W reprezentacji Niemiec debiutował w 2003. Z kadrą brał udział m.in. w mistrzostwach świata w 2006 (tytuł mistrzowski) oraz kilku turniejach Champions Trophy. Był brązowym medalistą mistrzostw Europy w 2005.